# Der doppelte Irrtum
Der doppelte Irrtum (frz. La Double Méprise) ist eine Novelle des französischen Schriftstellers Prosper Mérimée aus dem Jahr 1833. 
Die unglücklich verheiratete junge Frau Julie von Chaverny und der unverheiratete kaum 30-jährige Gesandtschaftssekretär E. Darcy gestehen sich, immer hätten sie sich geliebt, doch der andere habe es nicht bemerkt beziehungsweise nicht recht wahrhaben wollen. Mérimée resümiert: „Die beiden Herzen, die einander nicht erkannt hatten, waren vielleicht füreinander geschaffen.“

## Handlung
Der vermögende Offizier der Kavallerie Chaverny hatte etwa sechs Jahre vor Handlungsbeginn Julie geheiratet. Nachdem er den Dienst quittiert hatte, will er partout Kammerherr werden. Bereits nach einem halben Jahr Ehe hatte Julie erkannt, Chaverny ist der Falsche. Nun verachtet und hasst sie ihn. Das Ehepaar wohnt in der Nähe der Rue Saint-Honoré. Chaverny vernachlässigt seine Gemahlin; kutschiert in Sachen Kammerherren-Karriere in der Weltgeschichte herum. Julie muss mit der reparaturbedürftigen Zweitkutsche vorliebnehmen. Die Einsame sucht manchmal in dem altersschwachen Gefährt Frau Lambert auf. Dort auf dem Lande in dem Schloss in P... unweit der Seine-Metropole begegnet Julie ihrer Jugendliebe. Darcy, der Erste Sekretär der französischen Botschaft in Konstantinopel, hält sich nur für kurze Zeit in Paris auf.
Vor Jahren war Julies Mutter gegen die Verbindung mit dem armen Schlucker Darcy gewesen. Nun ist der Diplomat durch eine Erbschaft vermögend geworden. Julie fühlt auf der Abendgesellschaft der Frau Lambert, lange wird sie dem durchdringenden Blick des großen, blassen Darcy nicht mehr standhalten können.
Auf dem Heimweg nach Paris rollt Julies Kalesche während eines nächtlichen Gewitters in den Graben. Darcy kommt vorbei und nimmt die verunglückte Frau in seiner Kutsche mit. Mann und Frau hängen sehnsuchtsvoll ihrer alten Liebe nach. Julie schluchzt, sie sei so unglücklich. Schließlich gibt sie dem Drängen des stürmischen Diplomaten nach. Neun Stunden nach dem Wiedersehen bei der Frau Lambert kommt es in Darcys Kutsche zum Geschlechtsverkehr. Insgeheim will Julie danach mit nach Konstantinopel genommen werden.
Daraus wird nichts. Julie vergeht vor Scham, fällt in Ohnmacht, bekommt einen Blutsturz, fiebert und stirbt.
In der Pariser Gesellschaft geht das Gerücht, Frau von Chaverny habe sich auf der Rückreise von Frau Lambert erkältet und daraus sei eine Lungenentzündung geworden.
Darcy heiratet eine reizende Vermögende.

## Form
Der allwissende Erzähler weiß über das Seelenleben der Protagonisten genau Bescheid. Zum Beispiel in Darcys Kutsche beschreibt er Julies Gefühle und Gefühlsäußerungen detailliert. Dabei erscheint Darcy in seinen Erwiderungen als einsamer, liebebedürftiger Mann. Darauf stößt der Erzähler den Leser mit einem Perspektivwechsel vor den Kopf: „Darcy hatte sich über das Wesen seiner Erregung getäuscht; offen gesagt: er war nicht verliebt.“

## Deutsche Ausgaben

### Verwendete Ausgabe
- Der doppelte Irrtum. Übersetzer: Alfred Thierbach, S. 275–343 in Prosper Mérimée: Don Juan im Fegefeuer und andere Novellen.  (enthält noch: Die Bartholomäusnacht. Mateo Falcone. Vision Karls XI. Der Sturm auf die Schanze. Die Perle von Toledo. Die Tricktrackpartie. Don Juan im Fegefeuer. Lokis).  Mit einer Einleitung von Herbert Kühn. Dieterich’sche Verlagsbuchhandlung zu Leipzig 1957 (3. Aufl. 1965, Lizenz Rudolf Marx). 476 Seiten